# Dovera
Dovera (lombardul: Duéra) település Olaszországban, Lombardia régióban, Cremona megyében. Lakosainak száma 3735 fő (2023. január 1.). Dovera Boffalora d’Adda, Corte Palasio, Crespiatica, Lodi, Monte Cremasco, Pandino és Spino d’Adda községekkel határos.

## Népesség
A település lakossága az elmúlt években az alábbi módon változott:
| Lakosok száma | 3911 | 3853 | 3841 | 3735 |
|               | 2013 | 2017 | 2018 | 2023 |